# ラジオ西日本
ラジオ西日本（ラジオにしにほん・西日本放送）とは、1951年に福岡県久留米市に本社を置き、福岡県南部（筑後地方）と佐賀県を対象地域としようとしていた開局予定で断念したラジオ放送局である。

## 概要
西日本新聞社久留米支局長だった中原繁登（後の九州朝日放送常務、1982年（昭和57年）没）が発案した。
1950年（昭和25年）ごろNHK福岡放送局のラジオの出力は今の10分の1の10kWで、久留米ではラジオの受信状態が悪く、NHK福岡放送局に久留米中継局の設置を依頼するも実現不可能と言われた。その頃電波三法が成立し民間放送が認められたことから、自らの手で放送局を作るべく中原繁登が設立趣意書を作り、発起人の説得に回った。久留米で営業していた旭屋デパートの社長である中原隆三郎を発起人代表とし、久留米に工場を設けていた、日本ゴム（現：アサヒシューズ）、ブリヂストンタイヤ（現：ブリヂストン）、日華ゴム（現：ムーンスター）が発起人に加わり、1950年（昭和25年）、久留米放送という名称で免許を申請。その後郵政省により放送局開設の基準が明らかにされ、1951年（昭和26年）1月10日を期限に再申請を指示されたことから、1月10日に久留米放送を西日本放送に名称変更し再申請した。
1951年（昭和26年）4月21日、予備免許交付（JOGR、1120KC、500W）。このとき日本初の民放予備免許（民間放送#沿革参照）を受けたのは、再申請した41件のうち16社で、九州ではラジオ九州（現：RKB毎日放送）と西日本放送の2社のみであった。また、当時1都道府県に2波が免許されたのは、東京、大阪、福岡だけであった。
  しかし、中原繁登が要請していた西日本新聞社からの支援が得られず、中原隆三郎が朝日新聞西部本社に対して協力を要請するも進展が得られなかったことから開局を断念し、1952年（昭和27年）1月29日に予備免許を返上するに至った。

## 局のデータ
- 久留米 JOGR、1120KC、500W スタジオは久留米市に、送信所は佐賀県三養基郡旭村（現・鳥栖市）に設置する予定だった。

## その後
- 構想段階の仮称は「久留米放送（ラジオ久留米）（略称 KBC）」であった。
- 開局を一度断念したが、中原繁登が再度発起人となり、1953年（昭和28年）に同名の会社を再度創立した。
- 1954年（昭和29年）に朝日新聞西部本社や大阪・ 朝日放送（ABC）からの支援を受けたため九州朝日放送（KBC）に社名を変更。同年1月に当初の構想通り、久留米市に本社演奏所、佐賀県三養基郡旭村に1kWの送信所で開局し、開局から約2年間、佐賀県を含む九州7県すべてに送信所を持つ民放ラジオ局が存在することになった[4]。
- その後、1956年（昭和31年）12月に送信所を福岡市東区和白、本社演奏所を福岡市博多区中洲に移転し、現在のKBCラジオ（JOIF。NRN系、福岡1413kHz、出力50kW、北九州720kHz）となった。九州朝日放送は1959年（昭和34年）のテレビ放送開始と同時に福岡市中央区長浜の現在地に本社を移転、KBCテレビ（JOIF-（D）TV。テレビ朝日系、福岡1ch、北九州2ch）を開局し、福岡県内ではRKB毎日放送に続いて2局目の民放ラテ兼営局となった。
- なお、日本ゴム、ブリヂストンタイヤ、日華ゴムは発起人に加わらなかった。
- 送信所の移転で、佐賀県から民放ラジオ局の送信所が一時消えたが、1958年（昭和33年）、長崎放送（NBC）が現在のNBCラジオ佐賀を開局し、復活した[5]。
- また、西日本放送（久留米）設立の動機となった、久留米地区のNHKラジオの聴取困難も、NHK福岡放送局が段階的に100kWに出力を上げたことで解決が図られた[6]。
- ちなみに、香川県高松市に本社を置く西日本放送（RNC）との直接の関係は一切ない。
- なお、当局に割り当てられた『JOGR』は、1953年（昭和28年）10月に開局したラジオ青森（現・青森放送（RAB））に割り当てされた[7]。